# Sarda
Sarda là một chi cá vây tia săn mồi cỡ trung bình trong họ Họ Cá thu ngừ (Scombridae) và thuộc về tông Bonito, thường được gọi là tông Cá ngừ. Có bốn loài tạo nên chi Sarda, một trong những loài đó, cá ngừ Thái Bình Dương (Sarda lineolata), được chia thành hai phân loài.

## Danh sách loài
Các loài sau đây được bao gồm trong chi Sarda:
- Sarda australis Macleay, 1881 (cá ngừ Úc)
- Sarda chiensis (Cuvier, 1832) (cá ngừ Đông Thái Bình Dương)
- Sarda lineolata (Girard, 1858) (cá ngừ Thái Bình Dương)
- Sarda orientalis (Temminck & Schlegel, 1844) (Cá ngừ sọc dưa)
- Sarda sarda (Bloch, 1793) (cá ngừ Đại Tây Dương)